# Pișceane, Sumî
Pișceane (în ucraineană Піщане) este un sat în orașul regional Sumî din regiunea Sumî, Ucraina.

## Demografie
Componența lingvistică a localității Pișceane
     Ucraineană (94,23%)
     Rusă (5,54%)
     Alte limbi (0,23%)
Conform recensământului din 2001, majoritatea populației localității Pișceane era vorbitoare de ucraineană (94,23%), existând în minoritate și vorbitori de rusă (5,54%).